# Степановская (Белослудское сельское поселение)
Степановская — опустевшая деревня в Красноборском районе Архангельской области. Входит в состав Белослудского сельского поселения.

## География
Находится в юго-восточной части Архангельской области на расстоянии приблизительно 10 км на запад по прямой от административного центра поселения деревни Большая Слудка.

## История
В 1859 году здесь (деревня Сольвычегодского уезда Вологодской губернии) было учтено 6 дворов.

## Население
Численность населения: 36 человек (1859 год), 0 как в 2002 году, так и в 2010.